# Limbile Elveției
     Germană
     Franceză
     Italiană
     Retoromană

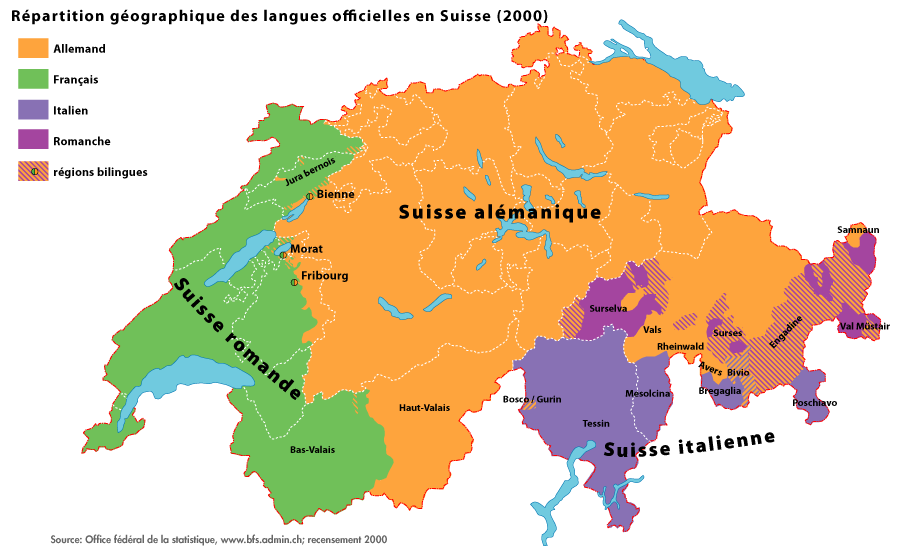
Repartiția geografică a limbilor oficiale în Elveția, în 2000. (Zonele hașurate sunt bilingve.)
Germană
Franceză
Italiană
Retoromană

Chestiunea limbilor din Elveția este o componentă culturală și politică fundamentală. Germana (cu dialectul ei suebo-alemanic folosit în general în vorbirea curentă), franceza, italiana și retoromana sunt cele patru limbi naționale ale Elveției, primele trei fiind oficiale la nivelul Confederației. Cantoanele își determină limbile oficiale ținând seama de repartiția teritorială tradițională a limbilor și de minoritățile lingvistice autohtone.
În cursul istoriei, limbile folosite în Elveția au cunoscut statute diverse. Plurilingvismul afirmat al țării este în același timp rezultatul relațiilor dintre ele de-a lungul istoriei și al voinței politice care stă la baza Confederației. Prin ratificarea, în 1997, a Cartei Europene a Limbilor Regionale sau Minoritare, Elveția a recunoscut de asemenea limbile francoprovensală și ieniș ca limbi minoritare.
Conform principiului teritorialității, frontierele lingvistice sunt stabilite de către cantoane. Mai multe dintre ele sunt bilingve. Împărțirea lingvistică apărută la sfârșitul secolului al XIII-lea a rămas aproape neschimbată în secolul al XXI-lea.
Fondată în 1291, Vechea Confederație Elvețiană (formată din cantoanele Uri, Schwyz și Unterwald) era numai germanofonă, cu numeroase graiuri suebo-alemanice, dar începând cu secolul al XV-lea și-a extins aria de influență la sud de Munții Alpi, într-o regiune italofonă, apoi la vest, într-o regiune francofonă. Germana a rămas dominantă, dar franceza a câștigat prestigiu datorită celui al culturii franceze și legăturilor dintre Franța și Elveția. În secolul al XIX-lea, Republica Elvețiană a recunoscut egalitatea limbilor, iar prin constituția din 1848 s-au adoptat germana, franceza și italiana ca limbi naționale.

## Folosirea limbilor
Conform anchetei cincinale privind limba, cultura și religia, făcută de Oficiul Federal de Statistică al Elveției în 2019, 16% din populație a declarat mai mult de o limbă principală.
Germana sau germana elvețiană a fost declarată principală de 62,6% din populația rezidentă în vârstă de cel puțin 15 ani, franceza, de 23%, italiana sau dialectele italiene locale, de 8%, retoromana, de 0,5%, iar alte limbi, de 22,9%.
Ancheta a cules date privind folosirea „cu regularitate” a limbilor, iar definiția în acest caz a plurilingvismului este largă,  referindu-se la folosirea (înțelegere, citire, scriere) cel puțin  o dată pe săptămână a mai mult de o limbă,  inclusiv in situații precum lectura sau navigarea pe internet. Astfel, 32,1% din populația  rezidentă  în vârstă de cel puțin 15 ani folosește cu regularitate doar o limbă, 38,5% 2 limbi, 21,3% 3 limbi, 6,4% 4 limbi și 1,5% cel puțin 5 limbi.
Germana este folosită cu regularitate de 75,8%, germana elvețiană, de 65,5%, franceza, de 38,8%, italiana, de 15,4%, dialectele ticinez sau italo-grisun, de 1,9%, engleza, de 44,8%, spaniola, de 6,3%, portugheza, de 4,8%, sârbo-croato-bosniaca, de 3,2%, iar albaneza, de 3,1%.
În 2020, 56,7% din populație folosea în mediul familial grupul de graiuri suebo-alemanice cunoscute cu numele colectiv Schwyzerdütsch „germana elvețiană”; 11,1% – germana standard; 23,3% – franceza; 8,3% – italiana; 1,4% – graiul italian din cantonul Ticino sau cel italo-grisun – 1,4%; iar 0,5% – retoromana. În urma unei imigrații însemnate, circa 22,6% din populația rezidentă vorbea ca limbă principală o limbă neautohtonă. Limbile principale totalizează mai mult de 100%, căci din 2010, elvețienii pot declara la recensăminte mai multe limbi principale.

## Istoricul limbilor din Elveția

### Originile pluralității limbilor
Burgunzi.
     Alamani

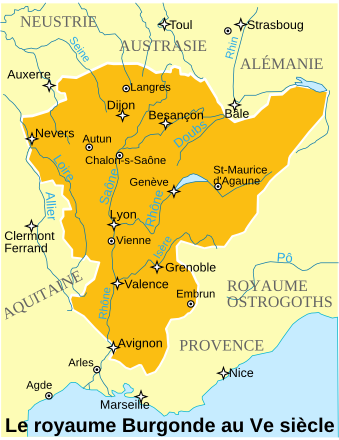
Regatul Burgunzilor în secolul al V-lea.

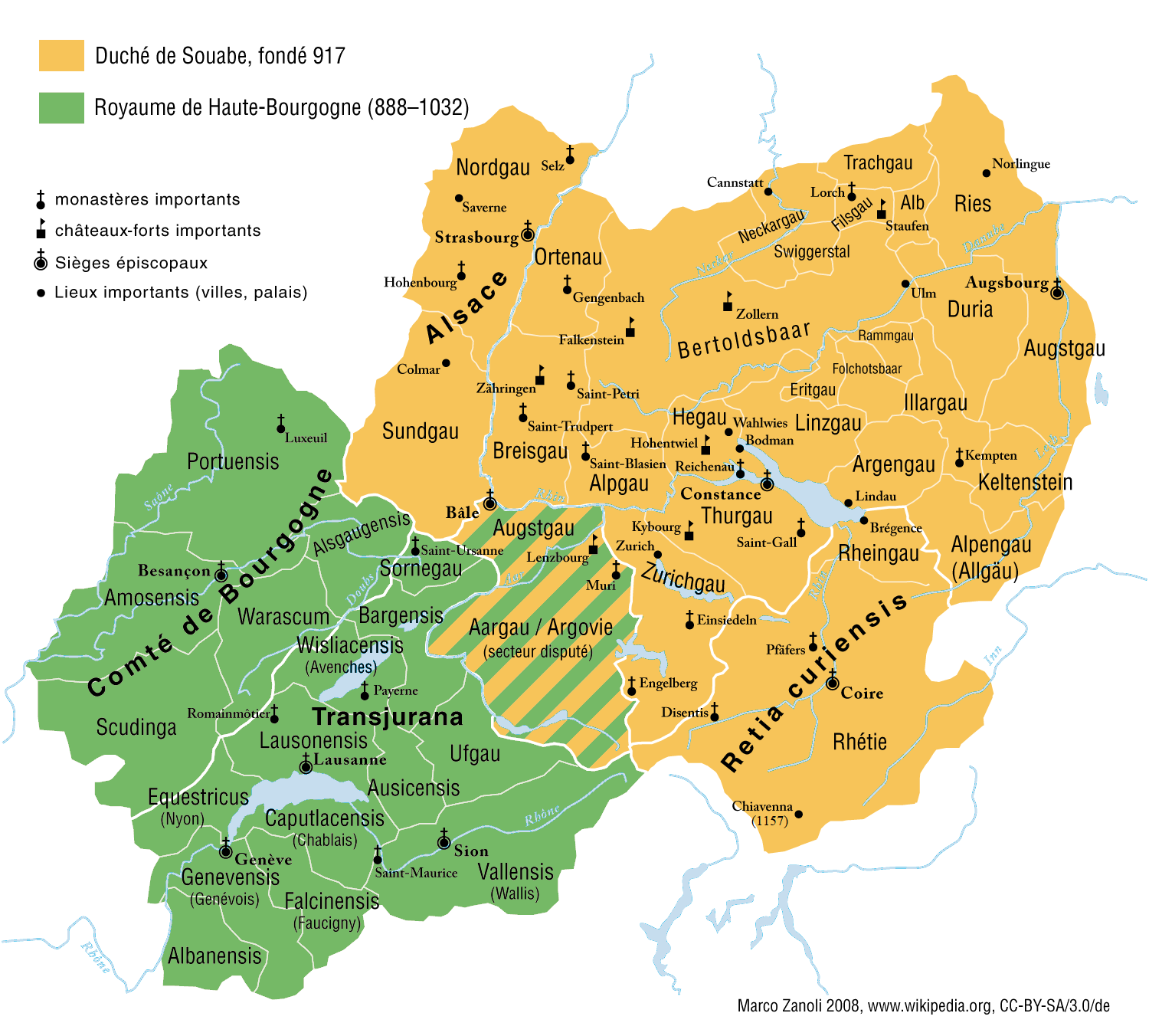
Burgunzi și alamani înainte de anul 1000
Burgunzi.
Alamani

Între secolele I î.Hr. și al IV-lea, teritoriul Elveției a fost sub dominația Imperiului Roman. S-a generalizat folosirea limbii latine. Toate scrierile găsite, în majoritate pe tablete acoperite cu ceară, sunt în latină, ceea ce dovedește că limba s-a răspândit nu numai în administrație, ci și în viața curentă. Însă începând cu sfârșitul secolului al III-lea, primele incursiuni barbare au respins populația romană spre sud, iar teritoriul a fost ocupat în final de două popoare germanice care se războiau mereu unul cu altul: burgunzii în vest, iar din secolul al VI-lea, alamanii, în partea de est.
Atunci când s-au așezat în vestul teritoriului, în anul 443, burgunzii cunoșteau deja latina. Unii dintre ei erau bilingvi și se puteau exprima în latina vulgară. Abandonând apoi limba lor de origine, evoluată din germanica orientală ulterior dispărută, au adoptat latina locală, care a evoluat treptat la limba francoprovensală, înlocuită mai apoi în mare parte de franceză, deși se mai vorbește încă și francoprovensala în câteva comune din Elveția franceză.
În estul teritoriului, graiurile germanice din regatul alamanilor au dat naștere graiurilor suebo-alemanice.
Descoperirile arheologice și toponimia fac posibil să se urmărească extinderea așezărilor alamane în Elveția centrală începând cu secolul al VI-lea. În timp ce graiurile romanice dispăreau încetul cu încetul la est de râul Aar, alamanii au ajuns în cursul secolului al VII-lea pe teritoriul de la sud-est de Aar, până la lacurile Thun și Brienz. Au urcat apoi pe văile din Berner Oberland (ale râurilor Simme și Kander). S-a fixat astfel încetul cu încetul frontiera lingvistică din regiunea de mijloc a Elveției centrale. Aceasta merge de-a lungul poalelor Munților Jura și urmează linia Morat – Fribourg/Freiburg, spațiul dintre Aar și Saane/Sarine, devenind în secolul al VII-lea o zonă de contact lingvistic existent și în secolul al XXI-lea.
Includerea Regatului de Arles în Sfântul Imperiu Romano-German, în 1032, și fondarea orașului Fribourg de către familia Zähringen, în 1157, au favorizat limba germană. Numai câteva schimbări locale au intervenit în secolele următoare, în timpul războaielor burgundo-elvețiene (1474-1477) și al răspândirii Reformei Protestante. Frontiera limbilor fixată la sfârșitul secolului al XIII-lea nu s-a mai modificat decât în mică măsură și corespunde împărțirii lingvistice din secolul al XXI-lea.
În cantonul Valais, partea din amonte a văii Ronului a fost ocupată către anul 1000 de grupul de burgunzi germanofoni walser, venit din Berner Oberland. Astfel, limita dintre limbi desparte Valais de Sus germanofon de Valais de Jos, francofon.

### Imigrațiile în Raetia. Influența romanică și germanică

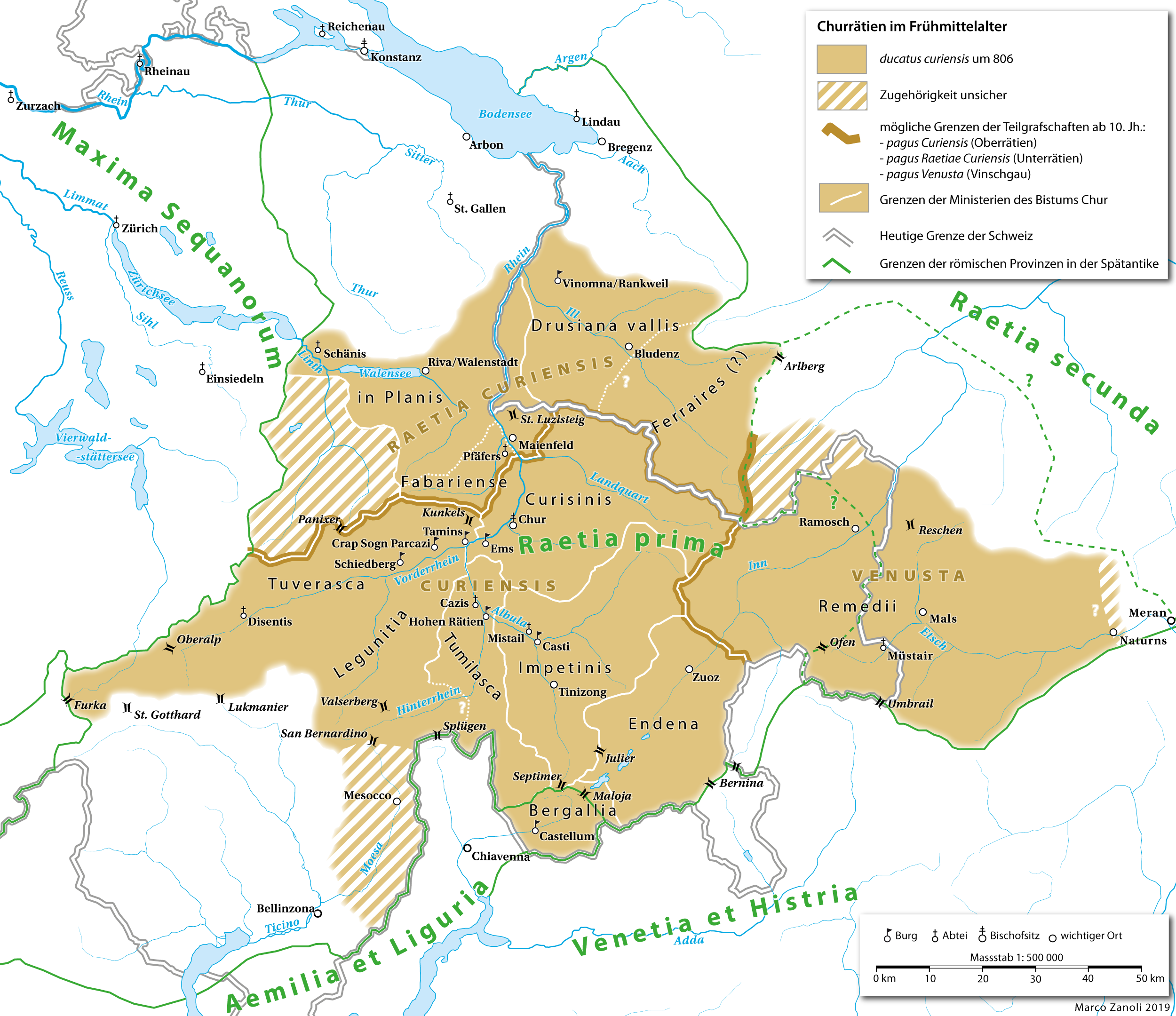
Raetia în secolele IX-X.

Propagarea retoromanei către anii 700, 1000 și 2020.

Reții stabiliți în cantonul Grisunilor actual, în Tirol și într-o parte a Lombardiei au fost sub dominație romană între anii 15 î.Hr. și 400. În contact cu latina, limbile retice indigene au dat naștere graiurilor retoromane. Aria lor de răspândire se întindea inițial la nord până la lacurile Walenstadt și Constanța. Venirea popoarelor germanice începând cu Evul Mediu a împins retoromana în câteva văi din cantonul Grisunilor.
În Evul Mediu, Raetia a fost ținta mai multor imigrări. Populația ei s-a dublat între secolele al VI-lea și al XIV-lea. Începând cu secolul al IX-lea, în timpul domniei lui Carol cel Mare, Raetia a făcut parte din Sfântul Imperiu. La Cuira s-a instalat un conte germanic, apoi dieceza de Cuira a fost unită cu cea de Mainz, ceea ce a întărit prezența graiurilor germanice. După un incendiu devastator din Cuira (1464) și reconstruirea sa de către meșteșugari germanofoni, s-a desăvârșit germanizarea orașului și a regiunii sale. Între secolele al XII-lea și al XV-lea, populația walser, venind din Valais de Sus, a colonizat văile înalte puțin populate din nordul și centrul cantonului Grisunilor, acolo vorbindu-se și pe mai departe dialectul acestei populații. Locuitorii văilor largi de la sud de Alpi, precum Val Poschiavo și Val Mesolcina, vorbeau dialecte lombarde.

### Confederația

#### Creșterea Confederației (1291-1481)
Născută la sfârșitul secolului al XIX-lea, Elveția s-a format treptat pornind de la Vechea Confederație Elvețiană. Din 1291 până în 1481, Confederația s-a dezvoltat numai în regiunile germanofone, formând Confederația celor opt cantoane (Uri, Schwyz, Unterwarld, Lucerna, Zürich, Glarus, Zug și Berna). Deși tot germanofon, orașul Berna era mai la vest, în teritoriu burgund, între zona de influență a Habsburgilor și cea a Casei de Savoia. Dominând vestul Elveției centrale, Berna dispunea de un sistem de alianțe cu Biel/Bienne, Solothurn, Fribourg și Neuchâtel, și dorea să se alieze de asemenea cu zonele francofone ale ținutului Vaud, ca să-și asigure limite naturale între Munții Jura și Lacul Geneva.
Primul teritoriu de altă limbă decât germana al Confederației a fost italofon. În 1403, cantoanele Uri și Obwald au profitat de o răscoală din Valea Leventina împotriva Ducatului Milanului, stăpân al regiunii, pentru a cuceri această regiune, care a devenit prima țară vasală a Confederației. Au urmat Valle Maggia, Valle Verzasca și Bellinzona. Tratatul cu Uri și Obwald a fost redactat în germană.
La vest, în timpul războaielor burgundo-elvețiene, în 1475, cei din Berna și din Fribourg au câștigat pentru prima oară teritorii francofone în ținutul Vaud. Cei din Valais de Sus, aliați ai confederaților, au cucerit Valais de Jos.
În 1481, Confederația s-a mărit considerabil și a devenit plurilingvă, cu teritoriile italofone de la sud de Alpi, prin legăturile cu cele Trei ligi retoromane și teritoriile francofone din Vaud, Valais de Jos și cantonul Jura actual, deținute de Biel/Bienne și de Dieceza de Basel. Fribourg a devenit primul canton francofon intrat în Confederație. Totuși, limba oficială a autorităților a fost germana începând cu 1543 și a rămas până la căderea Ancien Régime, când s-a restabilit bilingvismul. Conștiința faptului de a constitui o națiune i-a făcut pe confederați să considere germana elvețiană singura limbă națională, de aceea toată corespondența oficială era redactată în această limbă.

#### Influența franceză (1481-1798)

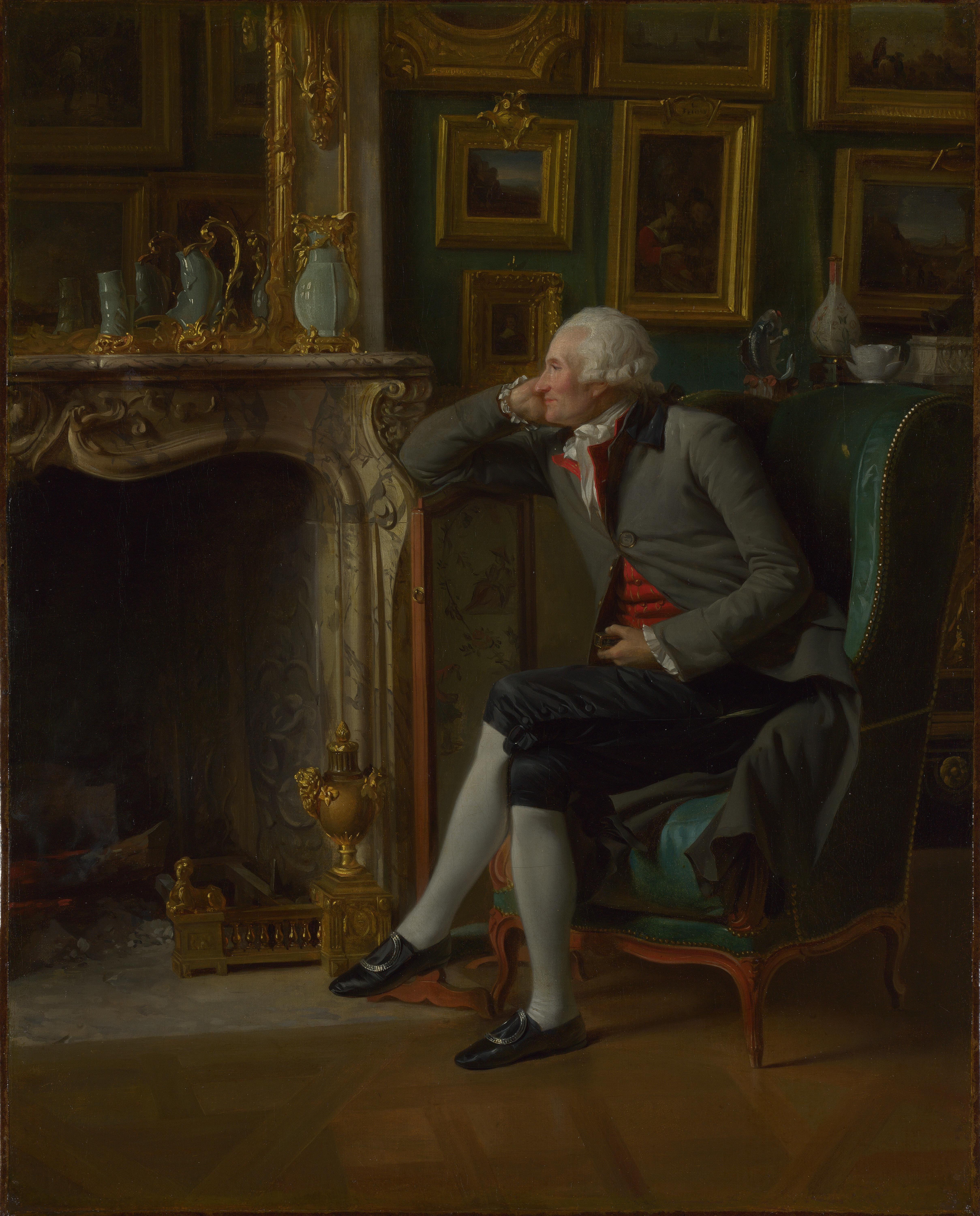
Pierre Victor de Besenval de Brünstatt, baron de Besenval, scriitor, curtean și militar elvețian în slujba Franței, pictură de Henri-Pierre Danloux (1791), ulei pe pânză, 46,5 × 37 cm, Londra, National Gallery.

Din vremea lui Ludovic al XI-lea până sfârșitul celei a lui Ludovic al XVI-lea, regii Franței au fost slujiți de mercenari elvețieni. Ludovic al XI-lea a angajat numai germanofoni, dar mai târziu, francofonii au devenit majoritari. Începând cu secolul al XVII-lea, prestigiul limbii franceze s-a impus în Europa și chiar mercenarii germanofoni au început să vorbească franceza, ceea ce a contribuit la dezvoltarea folosirii francezei în Elveția.
În secolele XVII-XVIII, legăturile dintre Franța și Elveția erau puternice, iar prestigiul culturii franceze a conferit prestigiu și Elveției franceze.Orașele de pe frontiera lingvistică cultivau relațiile cu lumea francofonă. Familiile înstărite din Berna erau francofile. În oraș se vorbea un amestec de franceză și grai germanic din Berna, la Basel franceza era frecventă, iar la Fribourg, familiile de vază vorbeau numai franceza. „În orașele Berna, Fribourg și Solothurn, printre oamenii cu un anume rang, cea mai folosită este limba franceză”, relata un călător în 1780. În Elveția centrală, influența francezei era restrânsă la folosirea unor cuvinte franceze, precum adieu sau bonjour, în locul cuvintelor germane elvețiene corespunzătoare.
În secolul al XVIII-lea, s-au dezvoltat în Geneva, Lausanne și Neuchâtel, școli private frecventate de elvețieni germanofoni care cultivau modul de viață francez. Încă din secolul al XVII-lea se dezvoltaseră schimburi de tineri între familii germanofone și francofone. Sute de Schönfilles făceau sejururi lingvistice de un an în Elveția franceză. Numeroși elvețieni germanofoni s-au stabilit acolo.

#### Între egalitatea limbilor și dominația germanei (1798-1848)
Până la sfârșitul secolului al XVIII-lea, germana a fost considerată singura limbă națională a Confederației. Între 1798 și 1803, Republica Elvețiană a recunoscut formal egalitatea limbilor, ca și egalitatea cetățenilor. Supușii din Vaud și Ticino, voind să rămână legați de Elveția, s-au integrat în Republica Elvețiană. La 29 aprilie 1798, consiliile legislative au publicat legile și decretele respective în franceză și în germană. În iulie 1798, fostele cantoane italofone Lugano și Bellinzona (părți din actualul canton Ticino) s-au alăturat republicii, iar italiana a fost și ea recunoscută ca limbă națională.
Prin Actul de mediere, între 1803 și 1813, Elveția a fost supusă Franței și organizată după un model federal care conferea mai multă autonomie cantoanelor. Țara era compusă din 19 cantoane, dar numai Vaud și Ticino nu aveau germana ca limbă oficială. La ședințele Dietei federale, domina germana, inclusiv deputații din cantonul Grisunilor și din cantonul Fribourg foloseau această limbă.
Între 1815 et 1830, perioada Restaurației, existau 22 de cantoane suverane legate printr-un pact. Deși această nouă confederație cuprindea câteva cantoane francofone, italiene sau plurilingve (Geneva, Vaud, Neuchâtel, Fribourg, Berna, Valais, Ticino și cantonul Grisunilor), germana a rămas limba privilegiată a țării, ca reacție la predominanța francezei în timpul Republicii Elvețiene. În Dietă, fiecare membru folosea limba aleasă de el, dar hotărârile erau publicate numai în germană, ca singura limbă oficială.
Crearea instituțiilor militare federale, precum Școala Militară Centrală Federală din Thun, ca și crearea a numeroase asociații ale studenților au contribuit la dezvoltarea sentimentului național și au dat ocazia persoanelor din diverse regiuni lingvistice să se frecventeze. Elitele de religie protestantă din cantoanele Geneva, Vaud, Neuchâtel și partea francofonă a cantonului Berna se interesau de cultura germană. A fost introdusă franceza în programele școlare din Elveția germană, la Basel începând cu 1817. Elveția franceză își avea de acum locul său în viața economică și culturală, creând un echilibru între germanofoni și francofoni.

#### Statul federal plurilingv din 1848
În 1847 războiul civil cunoscut cu numele Sonderbundskrieg⁠(en)[traduceți] a opus cantoanele catolice (în afara cantonului Ticino) și guvernul predominant protestant. Cantoanele s-au împărțit în cele două tabere după religia lor, nu după apartenența lingvistică. Militari din regiuni lingvistice diferite găsindu-se în aceeași tabără, nu a existat conflict pe baza limbilor. Victoria rapidă a forțelor federale a dus la crearea unui stat democratic și progresist.
Problema limbilor nu era una centrală în noul stat. Conform articolului 109 al constituției din 1848, „Principalele trei limbi vorbite în Elveția, germana, franceza și italiana, sunt limbile naționale ale Confederației”. În Europa, formată din state naționale, caracterizate printr-o singură limbă națională, Elveția era o excepție.
Primul Consiliu Federal ținea seama de limbi, fiind compus din cinci germanofoni, un francofon și un italofon din Ticino. Totuși, statul federal fondat în 1848 a făcut din cele trei limbi romanice, limbi minoritare, tendința fiind de a centraliza afacerile publice pe plan național.
Abia în anii 1990 a fost înscrisă în textele fundamentale chestiunea prezervării diversității lingvistice. În 1996 a fost votat prin referendum un nou articol constituțional despre limbi. Din 1999, constituția federală revizuită conține mai multe articole despre limbi, principalele prevederi noi referitoare la ele fiind:
- Limbile oficiale la nivelul Confederației sunt germana, franceza și italiana. Limba retoromană, și ea limbă națională încă din 1938[37], este oficială în relațiile Confederației cu persoanele de limbă retoromană (articolul 70.2. al constituției).
- Cantoanele își determină limbile oficiale luând în seamă minoritățile autohtone (art. 70.2.).
- Confederația și cantoanele încurajează înțelegerea și schimburile între comunitățile lingvistice (art. 7.3.).
- Confederația susține cantoanele plurilingve în privința sarcinilor lor speciale (art. 70.4.) și măsurile pentru promovarea și prezervarea italienei și a retoromanei (art. 70.5).

## Limbi naționale și limbi oficiale
La nivel federal se disting ca statut, conform constituției, limbile naționale de limbile oficiale. Acestea din urmă sunt cele folosite în relațiile cetățenilor cu autoritățile Confederației și ale cantoanelor, precum și între autorități.
Cele patru limbi naționale sunt germana standard (nu germana elvețiană), majoritară, și trei limbi romanice minoritare: franceza, italiana și retoromana.
Limbile oficiale sunt germana, franceza și italiana. Retoromana este limbă oficială regională, numai în cantonul Grisunilor.
La Organizația Națiunilor Unite (ONU), Elveția folosește ca limbă de lucru franceza.

### Principii
Constituția fixează patru principii fundamentale:
- Cetățenii au libertatea de a folosi limba pe care o doresc.
- Cele trei limbi oficiale la nivel federal sunt egale în drept.
- Limbile minoritare sunt protejate. Confederația încurajează măsurile luate în legătură cu limba italiană de către cantonul Ticino, și cu limba retoromană de către cantonul Grisunilor.
- Pe baza principiului teritorialității limbilor sunt stabilite zonele lingvistice.

### Legislație
Protejarea limbilor minoritare a fost mai întâi legiferată prin Legea federală din 6 octombrie 1995 referitoare la ajutoarele financiare pentru prezervarea și promovarea limbilor și culturilor retoromană și italiană. Această lege a fost înlocuită de la 1 ianuarie 2010 de o lege generală, Legea federală din 5 octombrie 2007 referitoare la limbile naționale și înțelegerea între comunitățile lingvistice. A intrat în vigoare prin Ordonanța ei de aplicare din 1 iulie 2010. În aceasta se prevăd mai amănunțit măsuri de încurajare a schimburilor școlare, susținerea cantoanelor plurilingve, măsuri de întărire a plurilingvismului în administrația federală prin instaurarea unor cote, și crearea unui centru de competență a plurilingvismului.
Libertatea cetățenilor în materie de limbă poate intra în concurență cu teritorialitatea limbilor, mai ales în unitățile administrativ-teritoriale oficial bilingve. Cantoanele sunt puse uneori în situația dificilă de a armoniza aceste două principii, și se întâmplă să nu reușească. În asemenea cazuri, jurisprudența Tribunalului Federal garantează folosirea limbii materne.

### Elveția și convenția europeană referitoare la limbile minoritare
La 25 septembrie 1997, Elveția a ratificat Carta Europeană a Limbilor Regionale sau Minoritare din 5 noiembrie 1992. Aceasta a intrat în vigoare în țară la 1 aprilie 1998, sub forma legii RS 0.441.2. De punerea sa în aplicare răspunde Oficiul Federal al Culturii. Dată fiind situația sa lingvistică specială, Elveția a declarat că nu are „limbi regionale sau minoritare”, recunoscând totodată retoromanei și italienei statutul de „limbi oficiale mai puțin răspândite” în sensul articolului 3 al Cartei, și a declarat limba ieniș „limbă fără localizare teritorială”.
Conform prevederilor Cartei, Elveția a adresat secretarului general al Consiliului Europei un prim raport la 16 iunie 1999, în care se precizau dispozițiile juridice aplicate, absența, în sensul juridic la termenului, a unor limbi regionale sau minoritare, precum și două raporturi redactate de cantonul Grisunilor, respectiv cantonul Ticino, referitoare la aplicarea paragrafelor ce privesc măsurile recomandate de Cartă.
Conform articolului 5 al Cartei, o dată la trei ani trebuie prezentat Consiliului Europei un raport de evaluare redactat de experți independenți.
În 2001, Comitetul Miniștrilor Consiliului Europei adoptă, la propunerea unui comitet de experți al căror raport conține opt concluzii generale, o recomandare în trei puncte care cere Elveției să întărească protecția limbii retoromane, în special în justiția din cantonul Grisunilor, și folosirea retoromanei și italienei în administrația federală. În anul următor, Elveția prezintă al doilea raport periodic, în care se referă pe larg la recomandarea Consiliului Europei în legătură cu întărirea folosirii limbilor minoritare în administrația federală, precizând diferența dintre italiană, limbă oficială, și retoromană, limbă națională, a cărei adoptare ca limbă de lucru ar fi „nerealistă, dat fiind numărul mic de persoane de limbă retoromană în administrație și costul disproporționat al operației”. Raportul mai menționează dezvoltarea serviciilor de traducere în italiană, hotărâte în 1991 și aplicate în 1996 și 1999, când au fost create mai mult de 20 de posturi în acest domeniu.
În 2004, al doilea raport al experților vine cu două noi recomandări: încurajarea folosirii retoromanei la radiourile și televiziunile private, precum și recunoașterea limbii ieniș ca limbă regională sau minoritară în sens tradițional, făcând parte din patrimoniul cultural și lingvistic al țării. Se mai menționează în acest raport și cazul particular al minorității care vorbește graiul walser în comuna Bosco/Gurin, în curs de dispariție, cu recomandarea de a lua măsuri urgente de susținere a acestuia. Aceste recomandări sunt luate în seamă și detaliate în al treilea raport al Elveției (2006), în care se precizează că limba ieniș este oficial recunoscută ca făcând parte din patrimoniul cultural elvețian, dar că cantonul Ticino declară „că asemănător cu speciile biologice, există și în cazul limbilor pe cale de dispariție o mărime limită dincoace de care supraviețuirea este imposibilă”, și că cei circa 30 de locuitori ai satului care mai vorbesc graiul walser nu justifică să se întreprindă acțiuni de prezervare a acestuia.
Al treilea raport al comitetului de experți (2008) cere: să se asigure introducerea retoromanei standardizate în școli; în comunele cu majoritate germanofonă din cantonul Grisunilor să se folosească retoromana în relațiile cu locuitorii minoritari retoromani; să se mențină dialogul cu vorbitorii limbii ieniș în vederea aplicării Cartei.

## Repartiția geografică
| Anul | Germana | Franceza | Italiana | Retoromana | Alte limbi |
| ---- | ------- | -------- | -------- | ---------- | ---------- |
| 1910 | 69,1    | 21,1     | 8,1      | 1,1        | 0,6        |
| 1920 | 70,9    | 21,3     | 6,1      | 1,1        | 0,6        |
| 1930 | 71,9    | 20,4     | 6,0      | 1,1        | 0,6        |
| 1941 | 72,6    | 20,7     | 5,2      | 1,1        | 0,4        |
| 1950 | 72,1    | 20,3     | 5,9      | 1,0        | 0,7        |
| 1960 | 69,3    | 18,9     | 9,5      | 0,9        | 1,4        |
| 1970 | 64,9    | 18,1     | 11,9     | 0,8        | 4,3        |
| 1980 | 65,0    | 18,4     | 9,8      | 0,8        | 6,0        |
| 1990 | 63,6    | 19,2     | 7,6      | 0,6        | 8,9        |
| 2000 | 63,7    | 20,4     | 6,5      | 0,5        | 9,0        |
| 2010 | 65,6    | 22,8     | 8,4      | 0,6        | ND         |
| 2018 | 62,2    | 22,9     | 8,0      | 0,5        | ND         |

Elveția este împărțită în patru zone lingvistice recunoscute, în principiu unilingve: o zonă de limbă germană; una de limbă franceză, în vestul țării; una de limbă italiană, în sud (cantonul Ticino și câteva văi din cantonul Grisunilor); câteva zone izolate una de alta, de limbă retoromană, în cantonul Grisunilor.
Din 26 de cantoane, 22 au o singură limbă oficială:
- 17 cantoane au limba germană: Appenzell Intern, Appenzell Extern, Argovia, Basel-Provincie, Basel-Oraș, Glarus, Lucerna, Nidwald, Obwald, St. Gallen, Schaffhausen, Solothurn, Schwyz, Turgovia, Uri, Zug și Zürich;
- patru cantoane au limba franceză: Geneva, Jura, Neuchâtel și Vaud;
- un canton are limba italiană, Ticino.

Patru cantoane se împart în două, respectiv trei zone lingvistice:
- trei cu germana și franceza ca limbi oficiale: Fribourg, Valais și Berna;
- unul cu germana, italiana și retoromana ca limbi oficiale, cantonul Grisunilor.

### Principiul teritorialității
Nu Confederația este competentă în fixarea limitelor lingvistice, ci cantoanele. Ele își determină limba sau limbile oficiale și veghează la repartiția teritorială tradițională a limbilor. În unele cazuri, deleagă această competență localităților. Un exemplu este delimitarea zonelor limbii retoromane în cantonul Grisunilor.
Scopul principal al teritorialității este menținerea, pe cât este posibil, a zonelor lingvistice în limitele lor istorice, care rămân relativ stabile. Totuși, sunt localități care își schimbă regiunea lingvistică, atunci când un recensământ arată că grupul de vorbitori ai unei limbi a devenit majoritar. Astfel, după cel din 2000, localitatea Bosco/Gurin a devenit italofonă din retoromanofonă, iar cinci localități retoromanofone au trecut în zona germanofonă. Tot cinci au operat această schimbare și în 1990, deci se vede că limba retoromană pierde teren în mod constant.
Conform principiului teritorialității, fiecare localitate are limba sa oficială. Prin urmare, dacă un germanofon se stabilește în Elveția franceză, trebuie să accepte limba oficială a localității sale de rezidență, și că, de exemplu, învățământul de stat se face cu limba de predare franceză. O excepție în domeniul învățământului se face în orașul Berna, capitala federală, unde lucrează mulți funcționari federali provenind din alte regiuni lingvistice. De aceea, orașul are și o școală de stat în franceză.

#### Întrepătrunderea folosirii limbilor principale ale persoanelor
În interiorul celor patru regiuni lingvistice se observă diferențe în repartiția limbilor. Datele sunt din anul 2000.
În regiunea germanofonă, italiana era a doua limbă națională, folosită de 3% din populație, iar franceza a treia, cu 1,4%. În toate celelalte regiuni, germana era pe locul al doilea, dar în procentaje diferite: 5,1% în Elveția franceză, 8,3% în cea italiană și 25% în cea retoromană.
Regiunea retoromanofonă era cea mai puțin omogenă, cu 68,9% din rezidenți folosind limba națională. Pe de altă parte, numai ceva mai mult de jumătate din retoromanofoni, 18.000 locuiau în această regiune, 9.000 locuiau în restul cantonului Grisunilor, și 8.000 în restul Elveției, dintre care 990 la Zürich, orașul din afara cantonului Grisunilor cu cel mai mare număr de retoromanofoni.
| Regiunea       | Germană | Franceză | Italiană | Retoromană | Limbi neautohtone |
| -------------- | ------- | -------- | -------- | ---------- | ----------------- |
| germanofonă    | 86,6    | 1,4      | 3,0      | 0,3        | 8,7               |
| francofonă     | 5,1     | 81,6     | 2,9      | 0,0        | 10,4              |
| italofonă      | 8,3     | 1,6      | 83,3     | 0,1        | 6,6               |
| retoromanofonă | 25,0    | 0,3      | 1,8      | 68,9       | 3,9               |

Întrepătrunderea folosirii limbilor este cauzată de:
- schimburile de-a lungul frontierelor lingvistice;
- viața economică și transporturile;
- migrațiile interne;
- imigrația.

De-a lungul frontierelor lingvistice, limbile sunt alăturate și chiar se amestecă. Există localități bilingve, precum Biel/Bienne, Fribourg sau Morat. Pe când elvețienii sunt monolingvi în marea lor majoritate, locuitorii acestor regiuni sunt bilingvi în mod natural.
La distanță de frontierele lingvistice, limbile se întâlnesc de asemenea, datorită migrației interne în viața economică și în alte domenii. De pildă, proporția de germanofoni a crescut în secolul al XX-lea în Ticino, în urma construirii căii ferate prin tunelul Gotthard, deschis în 1882, iar mai târziu prin construirea tunelului rutier Gotthard, inaugurat în 1980. Acestea au favorizat schimburile, turismul și stabilirea multor germanofoni elvețieni sau străini la sud de Alpi. În 1980, în unele localități, precum Orselina, 50% din populație era germanofonă. În capitala federală Berna se angajează mulți funcționari francofoni. Întreprinderile care deschid sucursale în toată Elveția sau studenții din Ticino care fac studii la Zürich sunt exemple de fapte ce induc deplasări de populație dintr-o regiune lingvistică în alta. 
Imigrația multor italofoni din Italia, în anii 1960-1970, a făcut ca numărul de persoane cu limba maternă italiană să crească mult nu numai în Elveția italiană.

#### Cantoane bilingve
Confederația susține cantoanele cu două sau trei zone lingvistice în executarea sarcinilor lor specifice plurilingvismului. Politica lingvistică este determinată de fiecare canton la nivelul districtelor și localităților, și este aplicat principiul teritorialității. Astfel:
- În cantonul Berna, franceza este limba oficială în districtul Jura bernois, iar germana în restul cantonului, în afara districtului Biel/Bienne, care este bilingv german/francez.
- În cantonul Fribourg, francofon, districtul Sense, germanofon, reprezintă 14,5% din populația cantonului.
- În cantonul Valais, districtele germanofone din Valais de Sus totalizează 34,1% din populație.
- În cantonul Grisunilor, retoromana, germana și italiana se stabilesc ca limbi oficiale la nivelul localităților. Regiunile Bernina, Moesa și localitatea Bregaglia din regiunea Maloja sunt net italofone.

#### Districte și localități bilingve

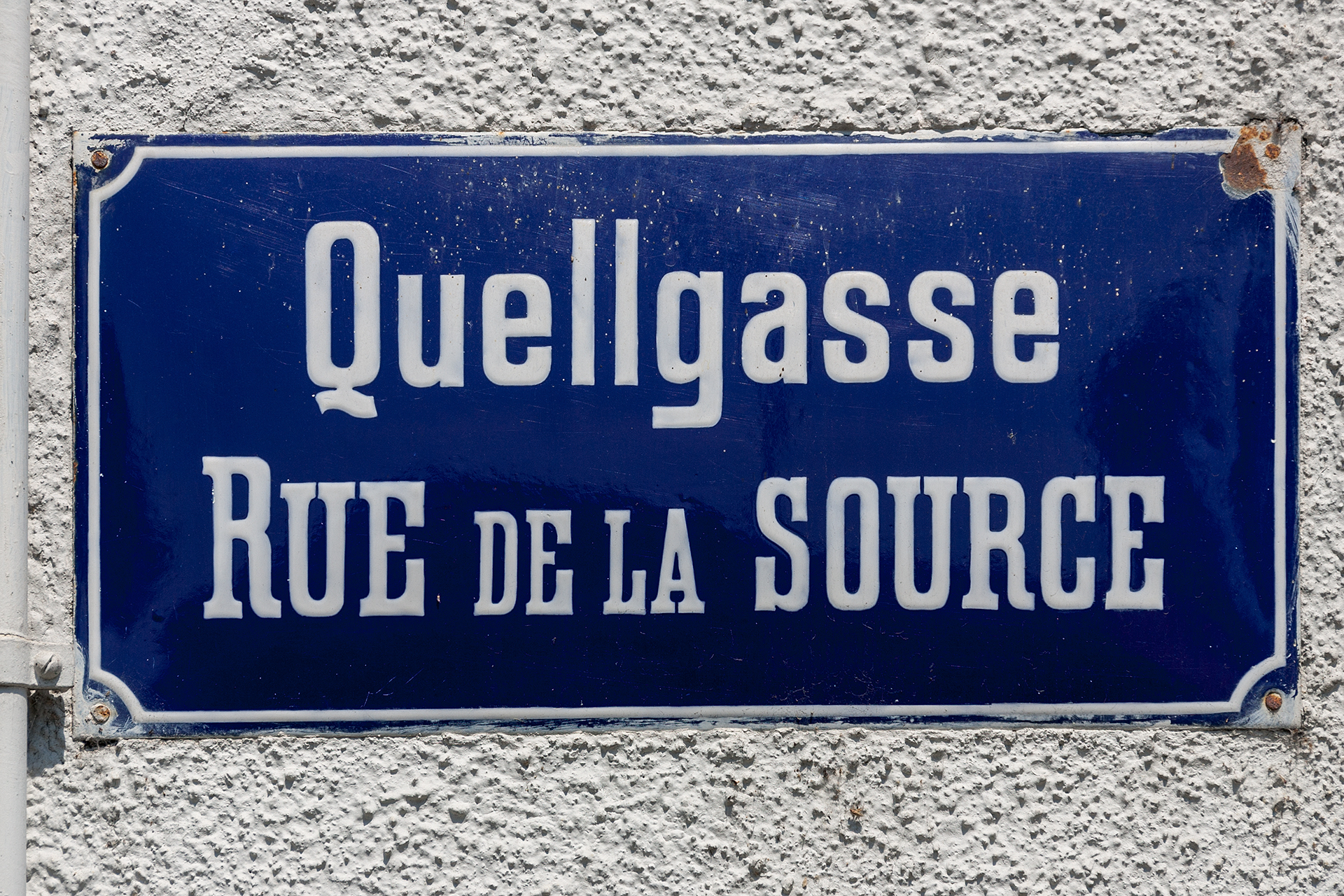
Placă bilingvă cu nume de stradă la Biel/Bienne: „Strada Izvorului”.

În unele localități de pe frontierele lingvistice, bilingvismul este aplicat la nivel local. Sunt puține asemenea localități. Numai 35 sunt bilingve cu franceza și germana. O localitate este bilingvă dacă minoritatea lingvistică reprezintă cel puțin 30% din populația rezidentă. De exemplu, Biel/Bienne este bilingv german/francez, iar orașul Fribourg bilingv francez/german.
Districtele bilingve erau, în 2000:
- În cantonul Berna, districtul Biel/Bienne, cu 55,6% germanofoni și 28,4% francofoni.
- În cantonul Fribourg, districtul Sarine, cu 75,3% francofoni și 14,5% germanofoni, și districtul Lac, cu 67,1% germanofoni și 24,9% francofoni.
- În cantonul Grisunilor, majoritatea districtelor sunt bilingve.

#### Limitele libertății în folosirea limbilor
În cele câteva regiuni oficial bilingve, principiul libertății în materie de limbă este limitat de cel al teritorialității limbilor. Principiul libertății ar permite unei minorități să-și folosească limba în raporturile cu autoritățile sau să urmeze școala de stat în limba sa. În realitate, principiul teritorialității cere ca numai limba determinată ca oficială să fie cea de predare. De pildă, în cantonul Grisunilor, localitățile își determină limba și, din cauza prezenței semnificative a germanofonilor în localitățile retoromanofone, situațiile variază în funcție de politicile locale. De exemplu, în 1997, la Pontresina, școala avea ca limbă de predare retoromana, deși numai 15% din populație era retoromanofonă. În schimb, în localitatea vecină cu St. Moritz, populația retoromanofonă, de asemenea minoritară, trebuia să accepte școala în germană. Principiul teritorialității limbilor, uneori pus sub semnul întrebării, acționează astfel ca un instrument de asimilare în cantoanele Grisunilor, Fribourg, Valais și Berna, sau în orașele Biel/Bienne, Fribourg, Sion și Sierre.
Districtul Biel/Bienne, bilingv, restrânge principiul teritorialității în favoarea celui al libertății. Populația este presupusă a fi bilingvă. Este posibilă folosirea și a germanei, și a francezei în relațiile cu autoritățile. Reprezentarea politică este proporțională cu repartiția populației în germanofoni și francofoni, iar în parlamentul districtului, fiecare membru se exprimă în limba sa, fără traducere.

### Frontiere lingvistice

#### Frontiera dintre zonele germanofonă și francofonă
Această frontieră datează încă din Evul Mediu timpuriu. Toponimia este cea care face posibil să se determine extinderea zonelor de influență ale limbilor. Astfel, numele de sate terminate în -ens sau -ence, foarte frecvente în cantoanele Fribourg și Vaud, până la lacul Geneva, sunt de origine alamană și reprezintă pătrunderi largi în teritoriul burgund. Prefixele Wal- și Walen- (de la de  welsch „romanic”) sunt numeroase în zona dintre Aar și Saane/Sarine, care fixează frontiera lingvistică încă din secolul al VIII-lea.

#### Zonele retoromane
În sudul și în estul țării, procesul de fixare a limitei nu a fost atât de timpuriu. Retoromana a fost multă vreme dominantă în văile din Raetia. După unele surse, în secolul al X-lea se întindea până la Einsiedeln. Orașul Glarus era încă bilingv în secolul al XI-lea, în perioada în care graiurile germanice au început să se răspândească în valea Goms, apoi în tot Valais de Sus, provocând migrarea grupului etnic walser, care a ajuns în secolul al XIII-lea în văile din cantonul Grisunilor. Începând cu secolul al XIV-lea, majoritatea văilor și tot Vorarlbergul au devenit germanofone, populația indigenă adoptând limba clasei dominante. Singurele enclave retoromane care se mențin sunt geografic legate prin trecători de Italia.

#### Frontierele zonei italofone
Frontiera dintre zona italofonă și cea germanofonă este naturală, constituită de Alpi. Urmează linia vârfurilor din Masivul Gotthard, italiana și diverse dialecte ale sale vorbindu-se la sud de acesta, în Ticino. Zone italofone mai sunt și în văi din cantonul Grisunilor situate la sud de Alpi.

## Folosirea concretă a limbilor

### Limbile naționale

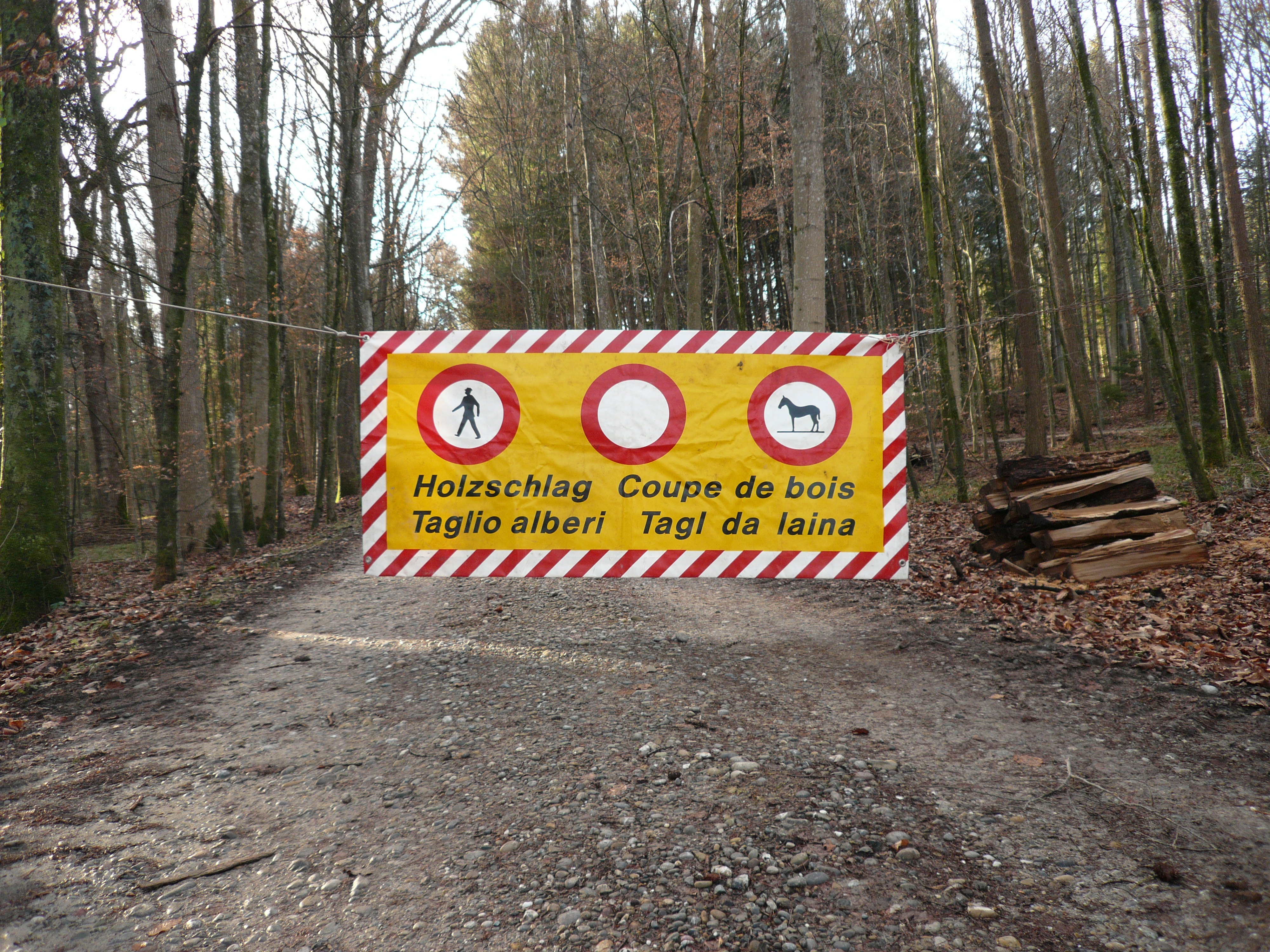
Panou în cele patru limbi naționale, în traducere, „Exploatare forestieră”.

Elveția are patru limbi naționale, dar puțini locuitori le cunosc pe toate. Când învață să vorbească, majoritatea copiilor elvețieni învață o singură limbă. În 1997, numai 6% dintre copii erau bilingvi înaintea începerii școlarizării. Totuși, majoritatea elvețienilor sunt bilingvi sau plurilingvi, devenind astfel prin învățământul limbilor. Învățarea unei alte limbi naționale ca limbă străină este obligatorie, a căreia anume fiind de resortul fiecărui canton.
Limbile sunt folosite în diversele lor varietăți (standard, graiuri) în funcție de mai mulți factori. Prezintă o problemă faptul că francofonii și italofonii învață la școală germana standard, pe când germanofonii folosesc în vorbire practic numai germana elvețiană, de aceea cei dintâi trebuie să o învețe și pe aceasta dacă trăiesc în Elveția germană și trebuie să comunice în vorbire cu localnicii autohtoni de acolo.

#### Germana

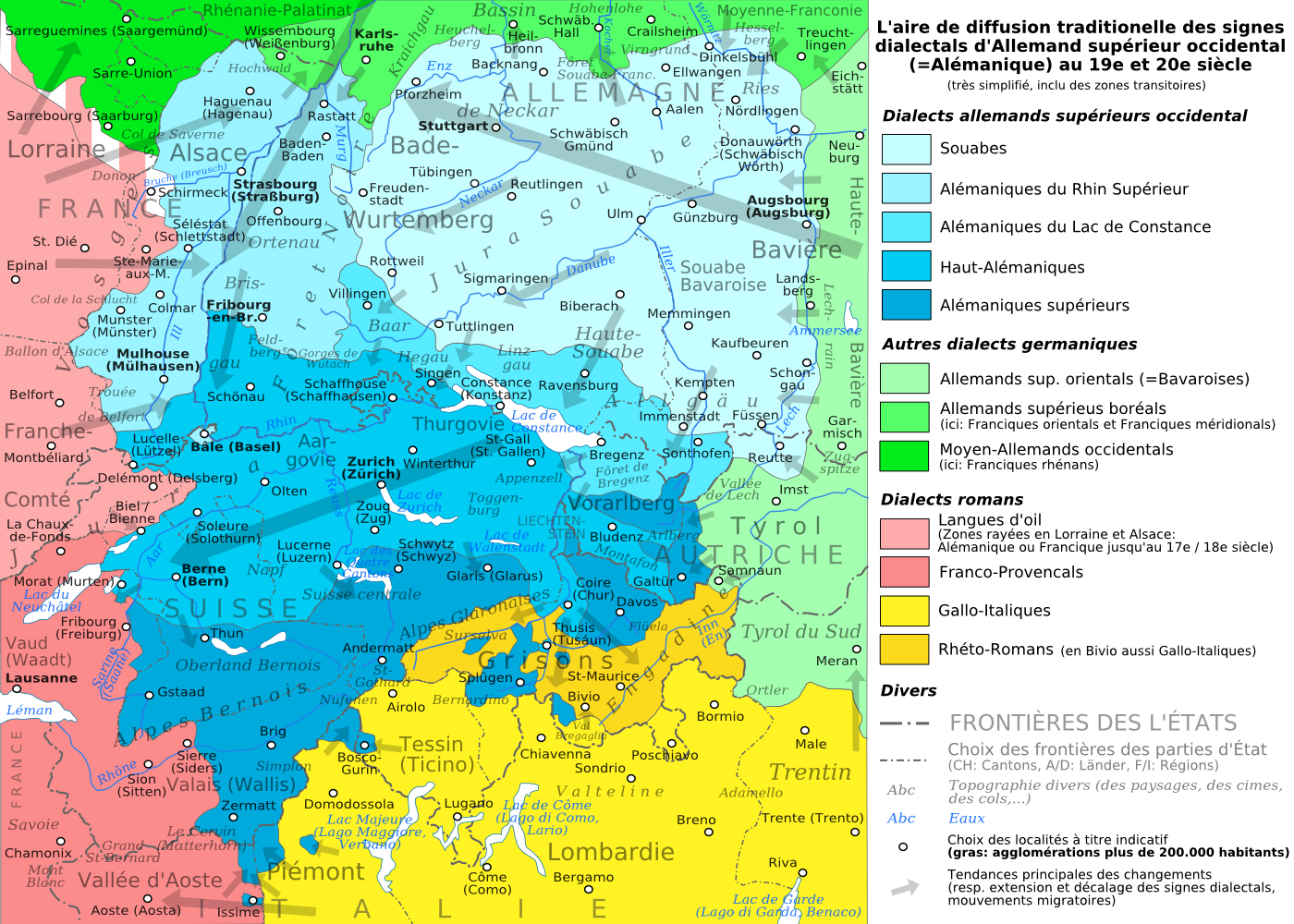
Dialectele germane vorbite în Elveția în secolele al XIX-lea și al XX-lea.

În viața curentă, populația germanofonă vorbește în general unul din numeroasele graiuri ale grupului de graiuri suebo-alemanice, care fac parte din grupul mai mare numit germana de sus (Oberdeutsch), vorbit și în sudul Germaniei, în Austria și în Tirolul de Sud.
Atitudinea față de graiuri în raport cu germana standard a evoluat în cursul istoriei. În secolul al XVIII-lea, graiurile erau depreciate, iar când învățământul primar a devenit obligatoriu la începutul secolului al XIX-lea, folosirea germanei standard a sporit considerabil. La sfârșitul secolului al XIX-lea, germana era folosită în public, iar graiurile în familie. Venirea multor germani din Germania a provocat temerea că graiurile vor dispărea. De aceea, au început să fie apreciate, și s-au editat dicționare de regionalisme pentru a prezerva acest patrimoniu, de pildă Schweizerische Idiotikon, în 1862. De altfel, de la începutul secolului al XIX-lea există o literatură beletristică dialectală care a atins un prim apogeu către 1900. După Primul Război Mondial, germana standard a pierdut din prestigiu, mai ales după 1933, când folosirea graiurilor a fost încurajată oficial, ca un fenomen de distanțare față de Germania Nazistă. În a doua jumătate a secolului al XX-lea, în numeroase cantoane, în învățământul de stat s-au practicat graiurile, iar literatura dialectală a luat un nou avânt.
Graiurile se vorbesc atât la țară, cât și în orașe, bucurându-se de prestigiu social. Există tendința formării unei limbi comune germane elvețiene, în urma amestecului diverselor graiuri rurale și urbane în orașele mari, și a influențelor germanei standard. În publicitate, la radio, la televiziune, dar și în viața politică, se preferă vorbirea în germana elvețiană.
Printre altele, germana elvețiană se caracterizează prin împrumuturi care nu sunt cele adoptate și de germana standard, ci altele din franceză sau italiană. De exemplu, se spune Perron, Konduktör sau Bilet în loc de de  Gleis „linie (ferată)”, Schaffner „conductor”, respectiv Fahrkarte „bilet”.
Germana standard se învață începând cu școala primară. Practic, se folosește numai în scris, în documentele oficiale și în presă, iar oral doar în situațiile cele mai formale, precum dezbaterile parlamentare și deliberările din tribunale. Intervine de asemenea în unele emisiuni de radio și de televiziune, cum sunt știrile și dezbaterile care se referă la întreaga Elveție, unde participă și reprezentanți ai celorlalte limbi naționale, aceștia cunoscând de regulă numai germana standard. Vorbirea sa în viața curentă nu este apreciată de populația germanofonă:
„ Elvețianul german este stânjenit când vorbește germana, fiind conștient că se exprimă ciudat. Astfel, elvețienii germani nu au o limbă standard orală deviantă, de fapt nu au niciun registru oral în care să fie la largul lor în limba standard.”
În mediul școlar, pentru a ridica nivelul de cunoaștere a germanei standard de către elevi, mai multe cantoane, printre care Zürich, Schwyz, Uri și Zug, au impus folosirea sistematică a germanei standard, iar profesorii sunt obligați să se exprime numai în aceasta. Același lucru îl recomandă o instituție numită Conferința Elvețiană a Directorilor Cantonali ai Învățământului Public.

#### Franceza

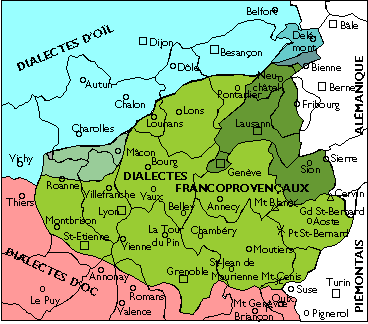
Graiurile francoprovensale și oïl în regiunile limitrofe din Elveția și Franța.

Franceza propriu-zisă este vorbită de relativ puțină vreme de către marea majoritate a populației din Elveția franceză. Înainte de Reformă, aceasta vorbea numai graiuri locale. În cantonul Jura se vorbeau graiuri ale limbii numite în franceză franc-comtois, o limbă oïl, aceeași care se vorbea în provincia din Franche-Comté din Franța. În restul teritoriului se vorbeau graiuri ale limbii francoprovensale. Graiurile au intrat în declin o dată cu Reforma, fenomen ce s-a accentuat în timpul Revoluției Franceze, rezistând mai mult în cantoanele catolice și la țară. Învățământul obligatoriu introdus la începutul secolului al XIX-lea s-a făcut de atunci numai în franceză, și învățătorii îi sfătuiau pe părinți să vorbească doar franceza și acasă, ca să ușureze învățarea materiilor școlare de către copii. La sfârșitul secolului al XIX-lea, vorbirea în graiuri a fost chiar interzisă în școli, existând sancțiuni pentru încălcarea acestei dispoziții. Graiurile s-au stins practic în cursul secolului al XX-lea. La sfârșitul acestuia, mai subzistau în cantoanele Valais (la 6,3% din populație), Fribourg (3,9%) și Jura (3,1%), dar nu se mai transmiteau copiilor, în afară de o parte din copiii dintr-un singur sat din Valais. Deși există sprijin oficial pentru prezervarea lor, graiurile nu mai pot fi revitalizate. Practic, graiurile supraviețuiesc numai în lucrări de lingvistică, cum este mai ales Glossaire des patois de la Suisse romande (Glosarul graiurilor din Elveția franceză), de peste 5.000 de pagini, publicat începând cu 1924. 
Franceza vorbită în Elveția franceză diferă numai puțin de cea din Franța. Există unele elemente din limba francoprovensală, de exemplu construcții ca je veux ça enlever vs. franceza din Franța je veux enlever ça „vreau să iau/scot asta”, je n’ai personne vu vs. je n’ai vu personne „n-am văzut pe nimeni”. Din germana elvețiană s-au împrumutat mai ales cuvinte din registrul curent, precum witz „glumă” sau poutser „a face curățenie”, și din limbajul oficial, ca landwehr „parte din armată din militari cu vârsta între 33 și 42 de ani”, landsturm „parte din armată din militari cu vârsta între 43 și 50 de ani”. Există și calcuri de sintagme din germană, atât în registrul curent (ex. attendre sur quelqu'un vs. attendre quelqu'un „a aștepta pe cineva”, s'intéresser pour quelque chose vs. s'intéresser à quelque chose „a se interesa de ceva”), cât și în limbajul administrativ, precum denumirile instituțiilor: Conseil fédéral „Consiliu federal”, Police des étrangers (literal „Poliția străinilor”) etc. Acestea din urmă sunt elemente de franceză standard elvețiană, diferite de corespondentele lor din franceza standard din Franța. Tot de standardul elvețian ține folosirea numeralelor septante vs. soixante-dix „șaptezeci” și nonante vs. quatre-vingt-dix „nouăzeci”, care în Franța sunt regionalisme.

#### Italiana
În Elveția italiană (cantonul Ticino, câteva văi din cantonul Grisunilor și satul Bivio din acest canton) se vorbesc graiuri italiene înrudite cu cele lombarde. Există trei forme de utilizare concretă a italienei:
- Fiecare vale are graiul său, vorbit de generațiile mai în vârstă.
- Există un dialect comun regional care tinde să înlocuiască graiurile locale. Acesta este registrul curent folosit de toate straturile populației, atât în sfera privată, cât și în public.
- Italiana standard se învață la școală și se folosește în scris, vorbindu-se în situațiile formale.

Graiurile au avut un destin schimbător. Au fost în declin de când au fost interzise în școli, apoi admise atunci când fasciștii au ajuns la putere în Italia. Declinul lor a continuat totuși, fiind disprețuite de către orășenii cu studii, până în anii 1970, când intelectualii au început să se intereseze de ele. Au apărut dicționare dialectale și studii etnografice despre tradițiile văilor italofone, și s-a afirmat tot mai mult dialectul comun regional. În 1990, 42% din populație vorbea graiurile locale sau dialectul comun în familie, 22% vorbind și italiana standard.
Italiana din Elveția este influențată în oarecare măsură de germană și franceză. De pildă se fac calcuri lexicale din care rezultă cuvinte folosite în alt sens decât în italiana standard din Italia. Exemple:
azione, după de  Aktion vs. offerta speciale „ofertă specială” (în comerț);
riservare, după fr  réserver vs. prenotare „a rezerva” (la hotel, la restaurant);
comandare, după fr  commander vs. ordinare „a comanda” (la restaurant);
monitore, după fr  moniteur vs. istruttore „instructor” (ex. de schi).

#### Retoromana
Germana
     Retoromana
     Italiana

Repartiția limbilor în cantonul Grisunilor, în 2000. (În zonele hașurate, limbă minoritară vorbită de mai puțin de 30% din populație.)
Germana
Retoromana
Italiana

Limba retoromană are numeroase dialecte. Cinci dintre ele au formă scrisă începând cu Reforma:
- sursilvan, în valea Rinului Anterior, districtul Surselva;
- sutsilvan, în valea Rinului Posterior, în părțile sale numite Schams și Rheinwald;
- surmiran, în văile râurilor Albula și Julia;
- puter, în Engadina de Sus;
- vallader, în Engadina de Jos.

În aceste dialecte au fost scrise texte liturgice, versiuni ale Bibliei și au luat avânt și alte genuri de literatură. Eforturile de standardizare au decurs pentru fiecare dialect în parte, printre altele și din cauză că s-a vrut astfel diferențierea zonelor protestante de cele rămase catolice. S-au redactat glosare și dicționare ale fiecărui dialect. În 1982 a fost creată în mod artificial o limbă standard numită Rumantsch Grischun, în principal pe baza dialectelor celor mai curente, sursilvan, vallader și surmiran. Aceasta este folosită ca limbă oficială, numai în formă scrisă, în documentele administrative și în manuale, dar marea majoritate a școlilor și a administrațiilor locale mai folosesc și dialectele. Nici retoromanofonii nu o folosesc în mod curent, și tot neavând o limbă vorbită comună, folosesc germana elvețiană ca limbă de comunicare în viața publică. Astfel, retoromana pierde teren în ciuda eforturilor oficiale de a o menține.

#### Folosirea limbilor naționale de către imigranți
În 2000, străinii rezidenți în Elveția reprezentau 18% din populația totală. Dintre aceștia, două treimi declarau la recensământul din acel an că folosesc una din limbile naționale din Elveția ca limbă principală. 14,8% foloseau italiana, 18% franceza și 29,4% germana. 

#### Limbile în administrația federală și la Tribunalul Federal
Organul executiv al Confederației este Consiliul Federal compus din șapte membri. Legea prevede puține criterii referitoare la reprezentativitatea membrilor Consiliului, dar originea geografică cantonală și lingvistică are un rol determinant în alegerea acestora. Proporția dintre germanofoni și romanici a făcut totdeauna obiectul unei atenții speciale. Astfel, primul Consiliu cuprindea în 1848 doi romanici (unul din Vaud și unul din Ticino) și cinci germanofoni, o proporție apropiată de repartiția lingvistică a populației elvețiene. De cele mai multe ori, cei doi romanici au fost din Elveția franceză, dar această proporție nu a fost constantă. În unele perioade, în Consiliu a fost un singur romanic (1913-1917, 1934-1947 și 1967-1970). Elveția italiană nu a fost totdeauna reprezentată, și nici retoromanii. Cei câțiva consilieri federali din cantonul Grisunilor vorbeau retoromana, dar numai unul, Felix-Louis Calonder, consilier federal între 1913 și 1920, a reprezentat pe deplin regiunea retoromană.
Chestiunea reprezentativității lingvistice în Consiliul Federal este în mod regulat un subiect de dezbateri și speculații în perioadele de reînnoire a consilierilor.
În Adunarea Federală, deputații pot, în principiu, să se exprime în limba națională în care doresc. Documentele de lucru ale Adunării trebuie să fie disponibile în germană, franceză și italiană. Textele legislative trebuie publicate simultan în aceste limbi. Unele texte, cele desemnate de Cancelaria Federală, sunt publicate și în retoromană. Autoritățile federale se adresează populației locale în limba oficială locală. Actele de identitate personale sunt redactate în cele patru limbi oficiale. Formularele Confederației destinate publicului trebuie să fie disponibile în toate limbile oficiale.
Judecătorii Tribunalului Federal sunt aleși de către Adunarea Federală veghind la reprezentarea limbilor oficiale, dar sentințele Tribunalului Federal sunt motivate în fapt și în drept numai în limba deciziei atacate.

### Alte limbi autohtone

#### Limbi regionale

##### Francoprovensala

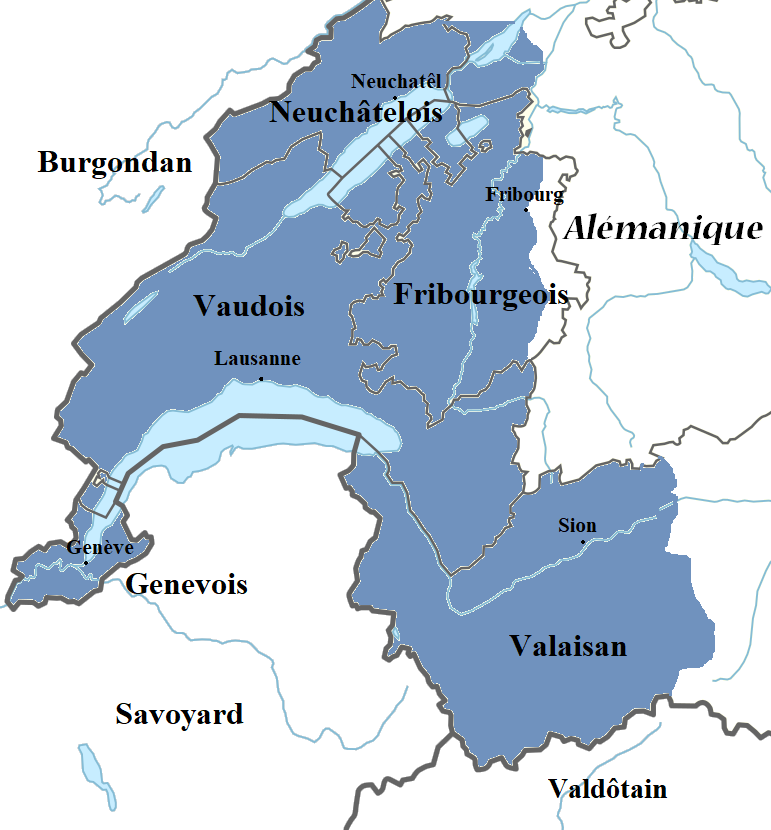
Graiurile francoprovensale din Elveția.

Limba francoprovensală este o limbă romanică vorbită și în regiunea limitrofă din Franța, istoric prezentă în Elveția franceză, dar graiurile sale de aici sunt aproape dispărute. Cele din cantoanele protestante, Geneva, Neuchâtel și Vaud, au dispărut complet din vorbire. S-au menținut în mică măsură în cantoanele catolice (Fribourg, mai ales districtul Gruyère) și Valais.
Radio Fribourg are o emisiune duminicală (Intrè-no „Între noi”) de o jumătate de oră, în graiul din Fribourg. Francoprovensala este recunoscută ca limbă regională prin ratificarea Cartei europene a limbilor regionale sau minoritare. În ciuda eforturilor de a o prezerva, este totuși pe cale de dispariție. (Vezi mai sus și secțiunea Franceza.)

##### Franc-comtois
Graiuri ale acestei limbi se mai mențin în cantonul Jura și în partea francofonă a cantonului Berna. Constituția cantonului Jura stipulează că statul și localitățile veghează și contribuie la păstrarea, îmbogățirea și punerea în valoare a patrimoniului cantonului, în special a graiurilor. Limba este recunoscută din 2018 ca limbă regională, ca și francoprovensala. (Vezi mai sus și secțiunea Franceza.)

##### Graiul austro-bavarez din Samnaun
Acest grai, vorbit și în Tirolul de Sud, face parte din grupul de graiuri austro-bavareze, care aparțin grupului germanei de sus. În Elveția este vorbit într-un singur sat, Samnaun, din cantonul Grisunilor, de către marea majoritate a populației, și nu are niciun statut oficial. S-a păstrat datorită faptului că până în 1913 satul nu era legat prin niciun drum către Elveția, ci numai către Tirolul austriac.

##### Graiulwalserdin Bosco/Gurin
Dialectul walser din grupul germanei de sus era vorbit în mai multe regiuni ale Elveției. În 2006, un grai al acestuia mai subzista, fiind vorbit de circa 30 de locuitori, într-o singură localitate din cantonul Ticino, Bosco/Gurin. Nu este recunoscut oficial ca limbă regională.

#### Limbi minoritare fără teritoriu

##### Limba ieniș
Această limbă este vorbită de minoritatea ieniș, considerată o ramură a romilor. Nu figurează ca etnie în datele recensămintelor din Elveția. Modul lor de viață tradițional este nomadismul. Numărul lor a fost estimat, în 2009, la 30.000, dintre care de la 3.000 la 5.000 practicau seminomadismul, iar 2.500 nomadismul. Limba lor se caracterizează printr-o structură gramaticală asemănătoare cu a germanei și un lexic ce cuprinde elemente în principal germane elvețiene, idiș, romani, precum și unele împrumuturi din franceză și italiană. Față de reprezentanți ai altor ramuri ale romilor prezenți în Elveția și considerați imigranți, ienișii sunt recunoscuți ca minoritate autohtonă, iar limba lor ca limbă minoritară fără teritoriu.

##### Limba idiș
Evreii nu figurează ca etnie în datele recensămintelor din Elveția, ci numai procentajul de persoane aparținând comunităților religioase iudaice. Acestea reprezentau, în 2020, 0,2% din cetățenii țării, adică circa 10.800 de persoane. Aproximativ 1.500 mai vorbesc limba idiș, care nu are statut oficial.

### Limbi neautohtone
Începând cu anii 1990, imigrația a fost în creștere în Elveția. În 2000, pe lângă cei care foloseau ca limbă principală germana, franceza sau italiana, limbile neautohtone folosite ca limbă principală reprezentau 37,7% din populația imigrantă. Principalele limbi neautohtone, numărul vorbitorilor lor și procentajul corespunzător sunt:
- sârba / croata[95]: 103.350 (1,4%);
- albaneza: 94.937 (1,3%);
- portugheza: 89.527 (1,2%);
- spaniola[96]: 77.506 (1,1%);
- engleza[97]: 73.425 (1%);
- turca[98]: 44.523 (0,6%).